# Viali di Circonvallazione

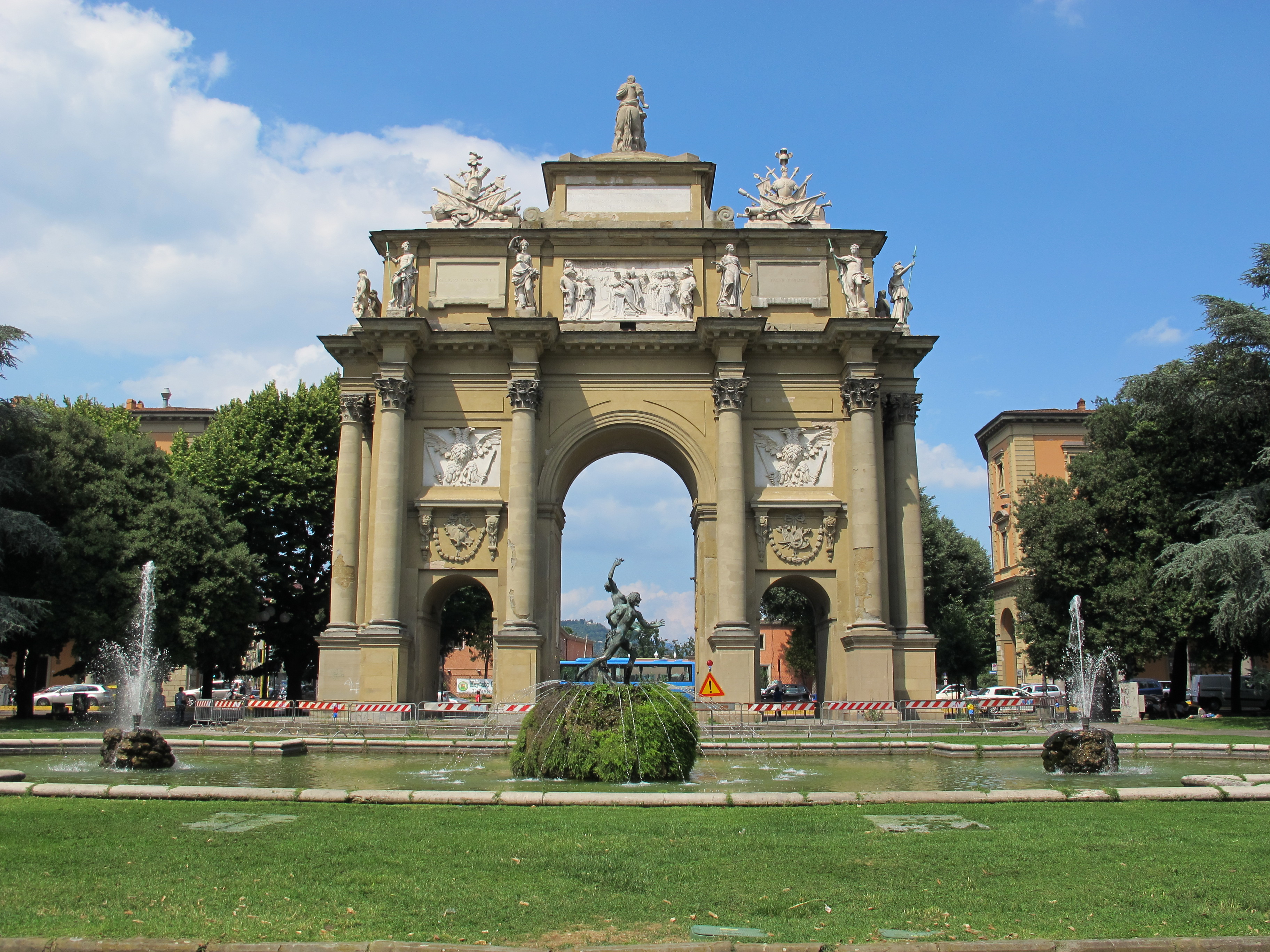
La Piazza della Libertà.

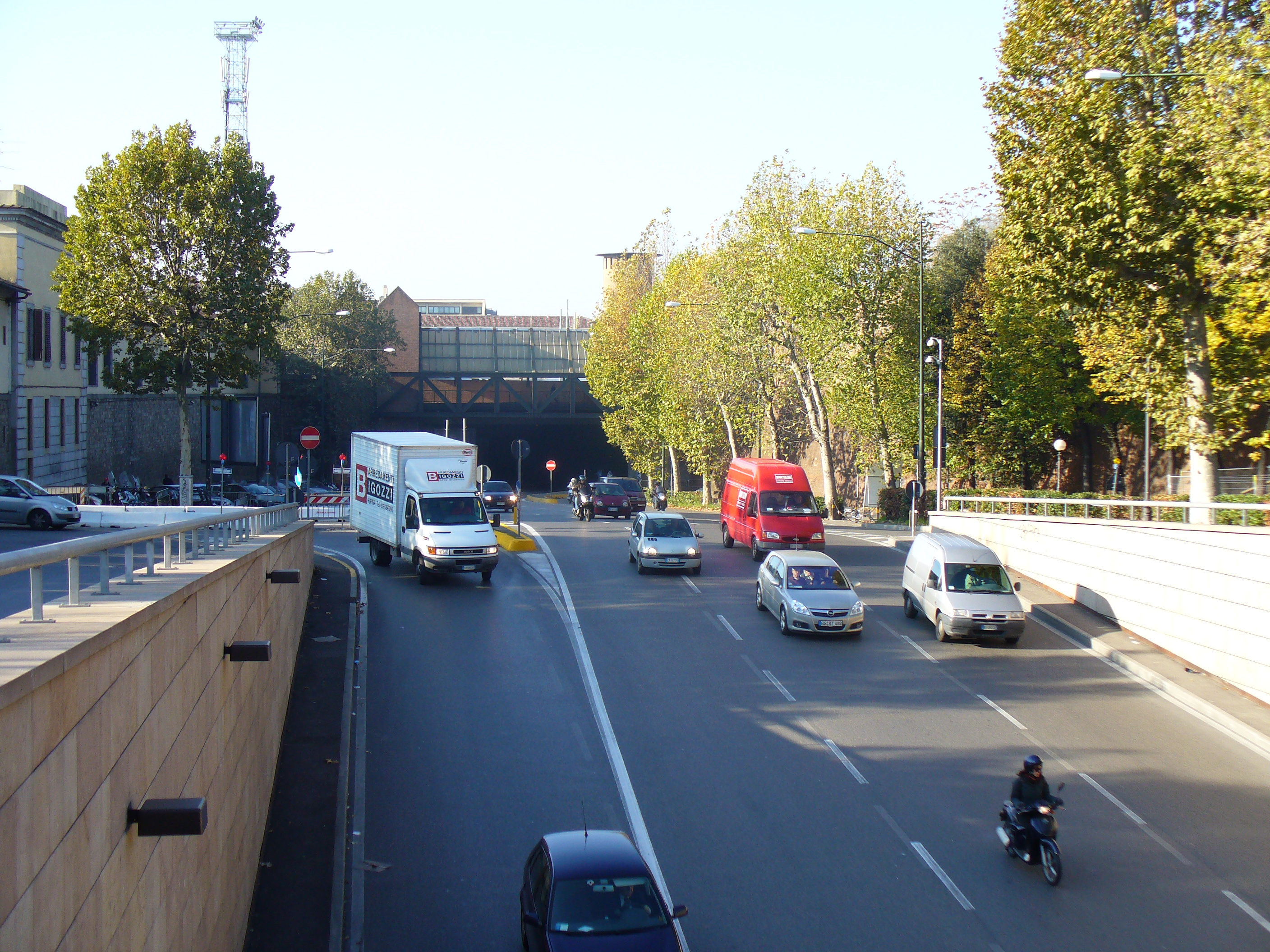
El paso subterráneo del Viale Strozzi.

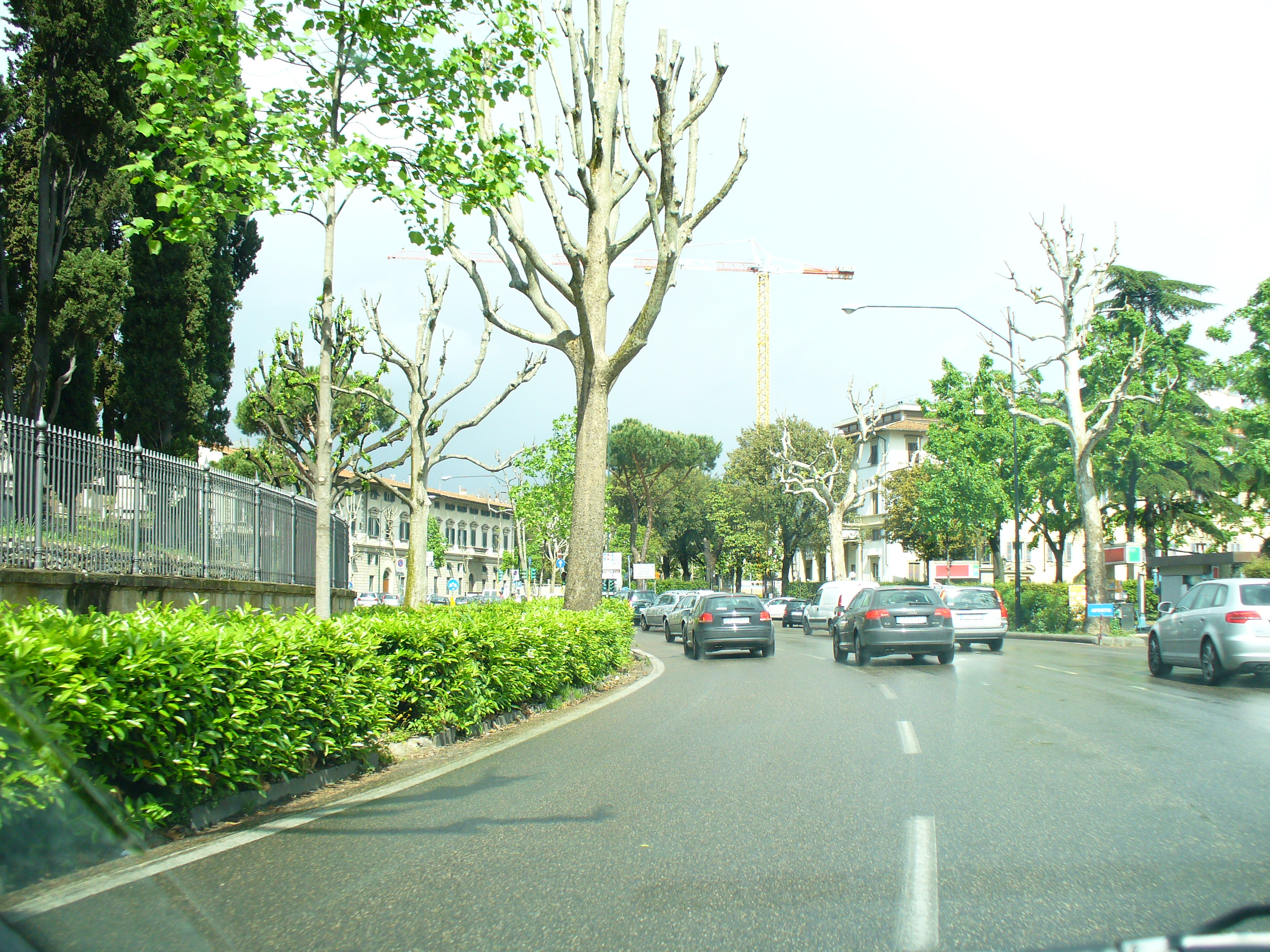
El Piazzale Donatello.

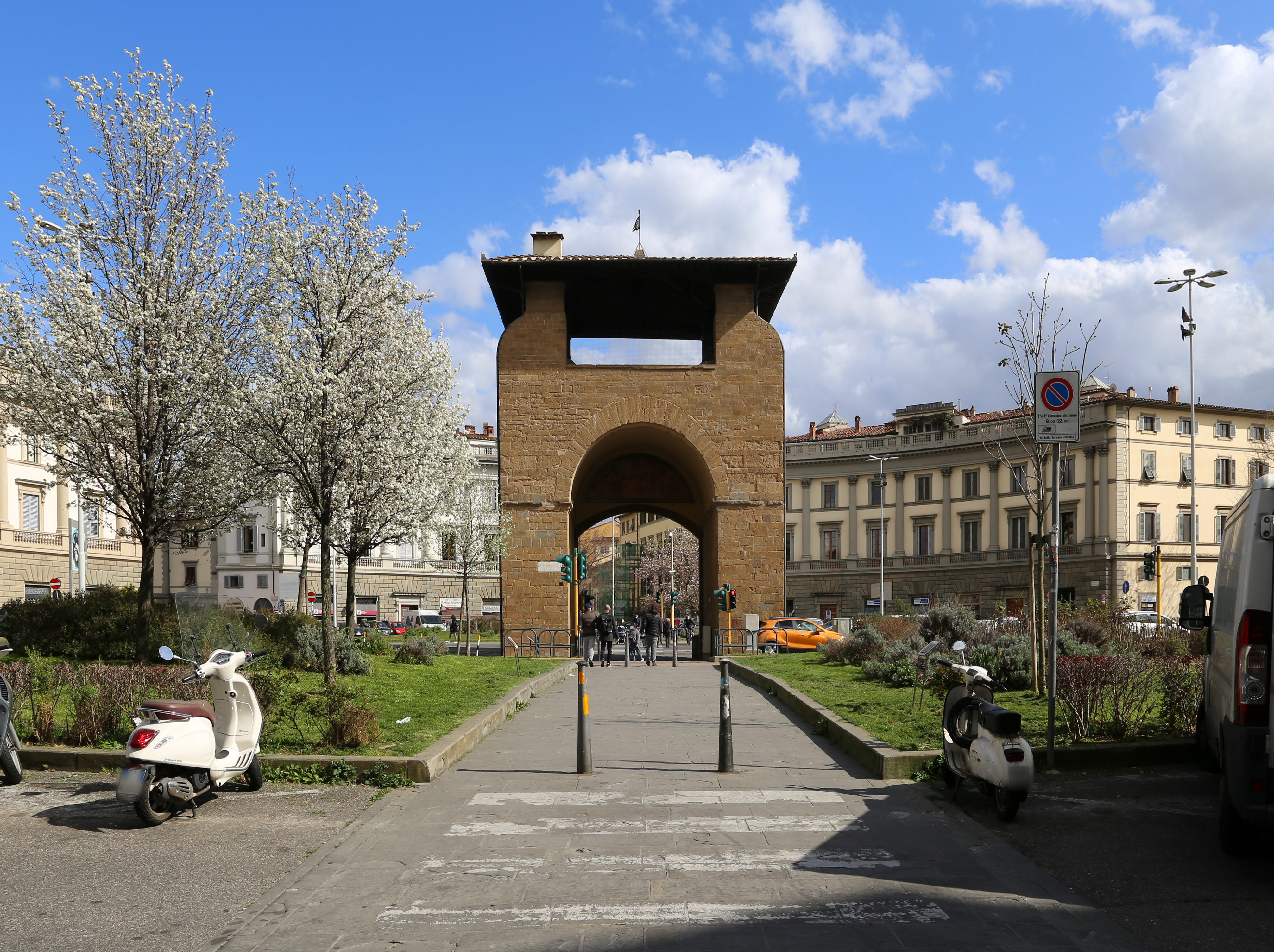
Los edificios de la Piazza Beccaria.

Los Viali di Circonvallazione son una serie de calles de cuatro a seis carriles que rodean el centro histórico de Florencia, Italia, en la orilla norte del Arno.
Pertenecen administrativamente al Barrio 1 Centro Histórico, constituyendo el límite con el Barrio 5 desde la Fortezza da Basso al Parterre y desde allí hasta el Arno con el Barrio 2.
Además, constituyen el límite de la zona declarada Patrimonio de la Humanidad por la UNESCO.

## Historia
Las calles siguen el recorrido de las antiguas murallas, que fueron demolidas a partir 1865 según el plano urbanístico de Giuseppe Poggi, que debía otorgar a Florencia, entonces capital de Italia, un aspecto funcional y moderno, en línea con el de las otras capitales europeas.
Esta serie de calles anchas de grandes dimensiones que rodean el centro se inspiraron en los bulevares de París.
El objetivo de las calles no era solo estético, ni estaba guiado entonces por las exigencias del tráfico rodado. Su principal función era la de sanear el tejido urbano del centro con nuevos barrios semicéntricos, en clave de la celebración de la capital y el decoro urbano.
En correspondencia con las antiguas puertas de acceso a las murallas, casi todas conservadas, se crearon grandes plazas de las cuales partían racionalmente calles anchas y rectilíneas, en las que se construyeron numerosas residencias de la burguesía relacionada al gobierno estatal y a la corte real, que se había trasladado a la ciudad hace poco.
En conformidad con el proyecto presentado en 1873 por una comisión municipal de una línea de tranvía con un recorrido circular que atravesaba los viali di circonvallazione, la línea 19 del Tranvía de Florencia seguía el trayecto Piazza dei Giudici-Viali-Piazza Vittorio Veneto. El 31 de octubre de 1926 dicha línea fue desdoblada en 19 negro (19 nero) y 19 rojo (19 rosso), según el sentido de marcha. Esta línea histórica del tranvía fue suprimida en 1958.

## Losvialien la época moderna
Los viali di circonvallazione son la principal arteria para el tráfico entre las zonas este y oeste de la ciudad: Florencia está limitada al norte y al sur por colinas, por esto la forma de su trama urbana puede recordar la de una mariposa o un caramelo, con un estrechamiento en el centro y dos alas más grandes. Excluidas algunas calles secundarias, mal señalizadas y de recorrido poco ágil, y el tortuoso recorrido por las colinas del Viale dei Colli, todo el tráfico de la ciudad termina por confluir en estas calles, lo que ocasiona notables atascos, sobre todo en las horas punta, pese a que tiene de dos a seis carriles por sentido.
Desde el oeste, el Ponte alla Vittoria, los viali son:
- Piazza Vittorio Veneto, a orillas del Arno (recientemente remodelada)
- Piazzale di Porta al Prato
- Viale Fratelli Rosselli (aquí se encuentran la torre della Serpe, el nuevo Parco della musica e della cultura y la stazione Leopolda)
- Viale Filippo Strozzi (alrededor de la fortezza da Basso)
- Viale Spartaco Lavagnini
- Piazza della Libertà (con la porta San Gallo, el Arco de Triunfo y el Parterre)
- Viale Giacomo Matteotti
- Piazzale Donatello (que gira alrededor del Cementerio Inglés)
- Viale Antonio Gramsci
- Piazza Cesare Beccaria (con la porta alla Croce, el archivio di Stato y la sede de La Nazione)
- Desde aquí los viali  se bifurcan antes de alcanzar el Arno:
  - Viale Giovine Italia (con la torre della Zecca)
  - Viale Giovanni Amendola

Desde el punto de vista arquitectónico el concepto generador de los viali es un anillo de calles que introduce al centro histórico de la ciudad; el mismo concepto adoptado en los primeros años del siglo XIX en muchas capitales europeas, como Viena, donde se creó un "ring" sobre las antiguas murallas.
Los episodios más interesantes de los viali del Poggi son seguramente los palacios, con los que se crearon sugerentes escenas arquitectónicas: la Piazza della Libertà y Piazza Beccaria tienen forma circular, rodeadas por edificios del mismo estilo (la primera rodeada de pórticos y con un parque en el centro; la segunda con edificios de estilo neoclásico que crean un óvalo alrededor de la antigua puerta de la ciudad); el Piazzale Donatello tiene en el centro la sugerente isola dei morti ("isla de los muertos") del Cementerio Inglés, que ha inspirado a algunos artistas como Arnold Böcklin (la zona era famosa por la abundante presencia de talleres de pintores y escultores).

## Recorrido

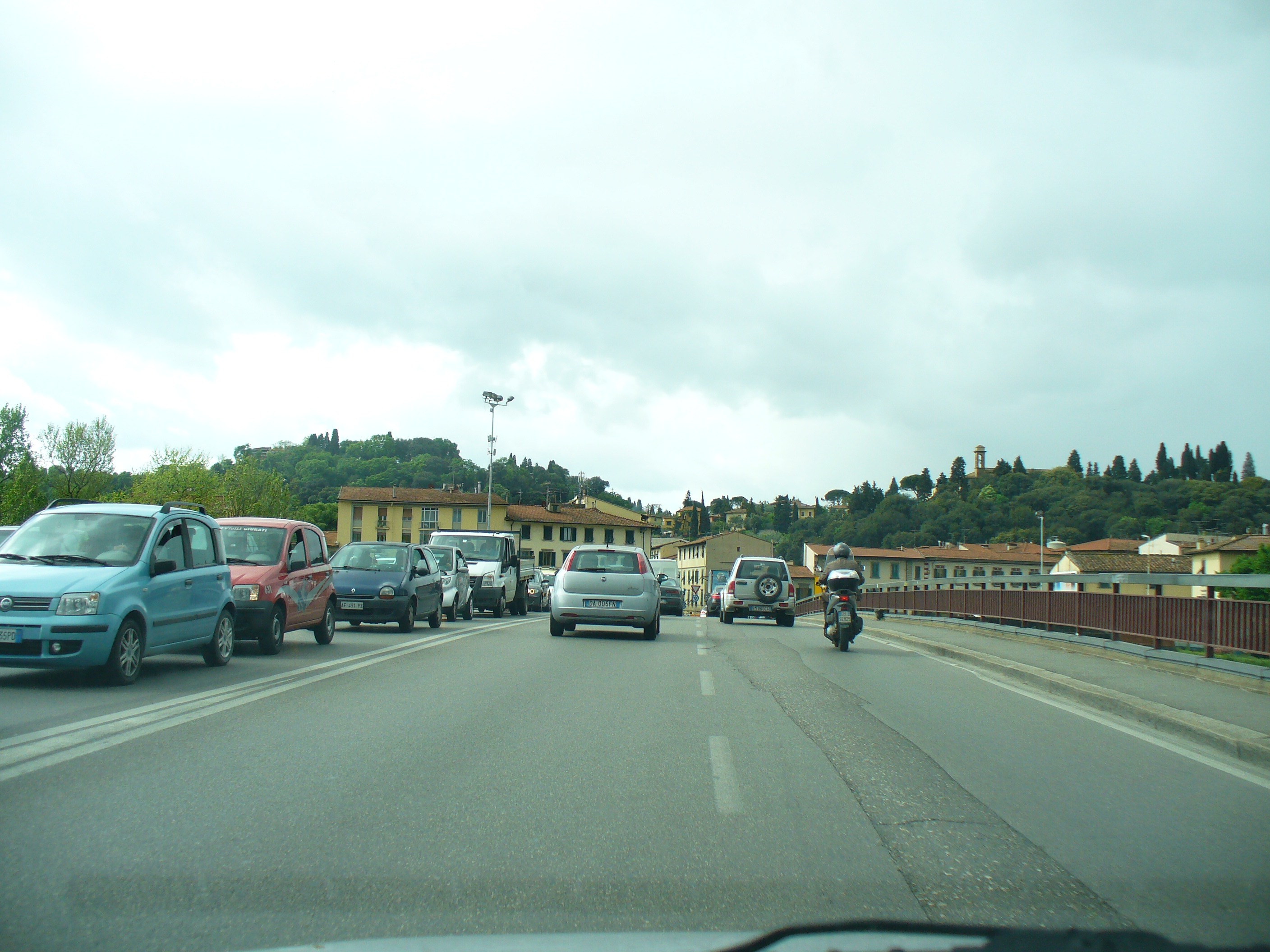
Los viali empiezan en el ponte alla Vittoria
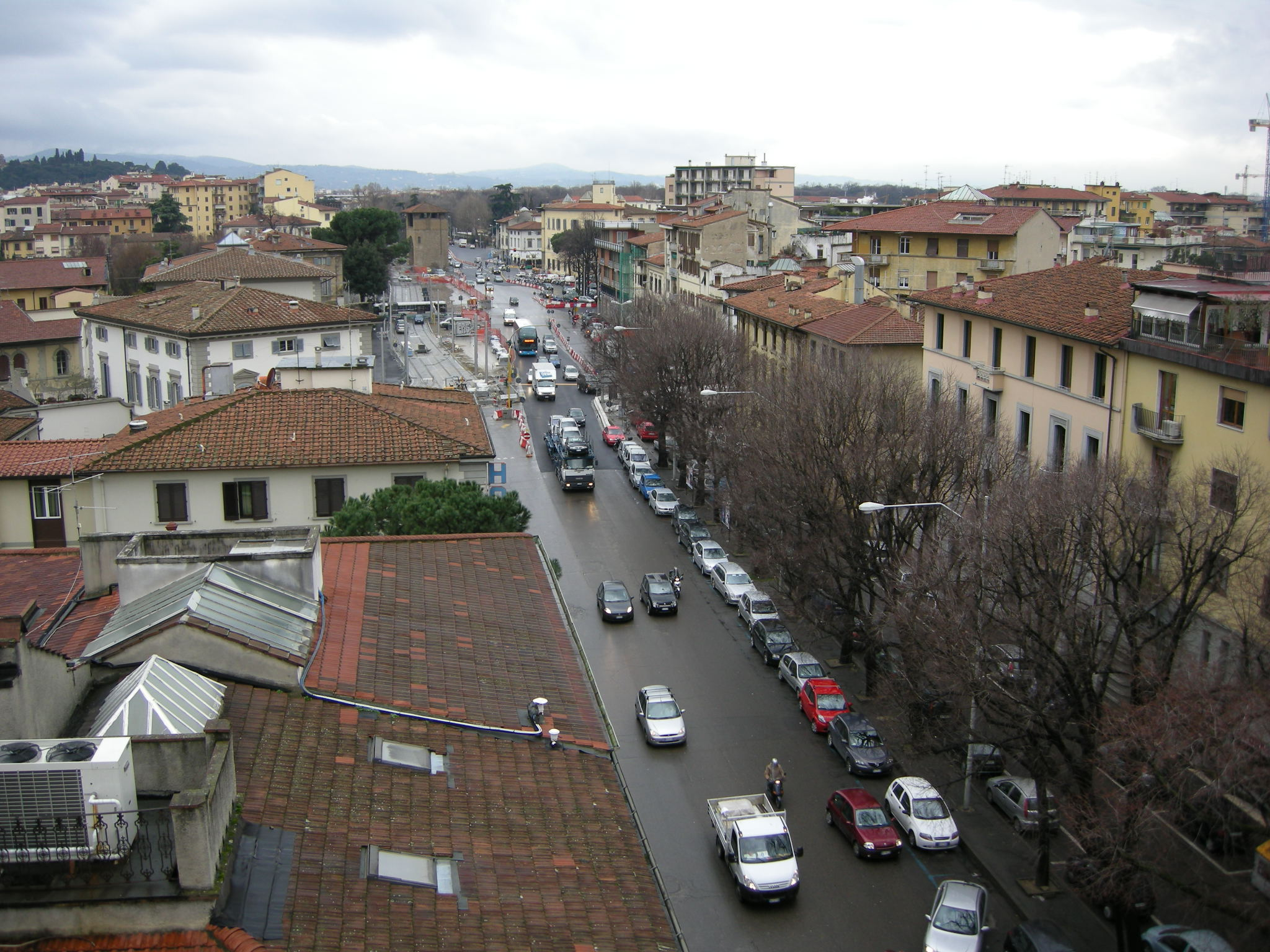
y tras el paso subterráneo de la Piazza Vittorio Veneto empieza el Viale Fratelli Rosselli
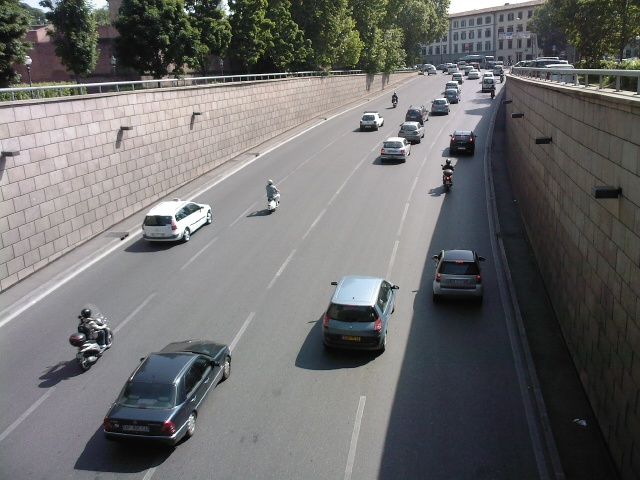
tras el paso subterráneo del ferrocarril se llega al Viale Filippo Strozzi
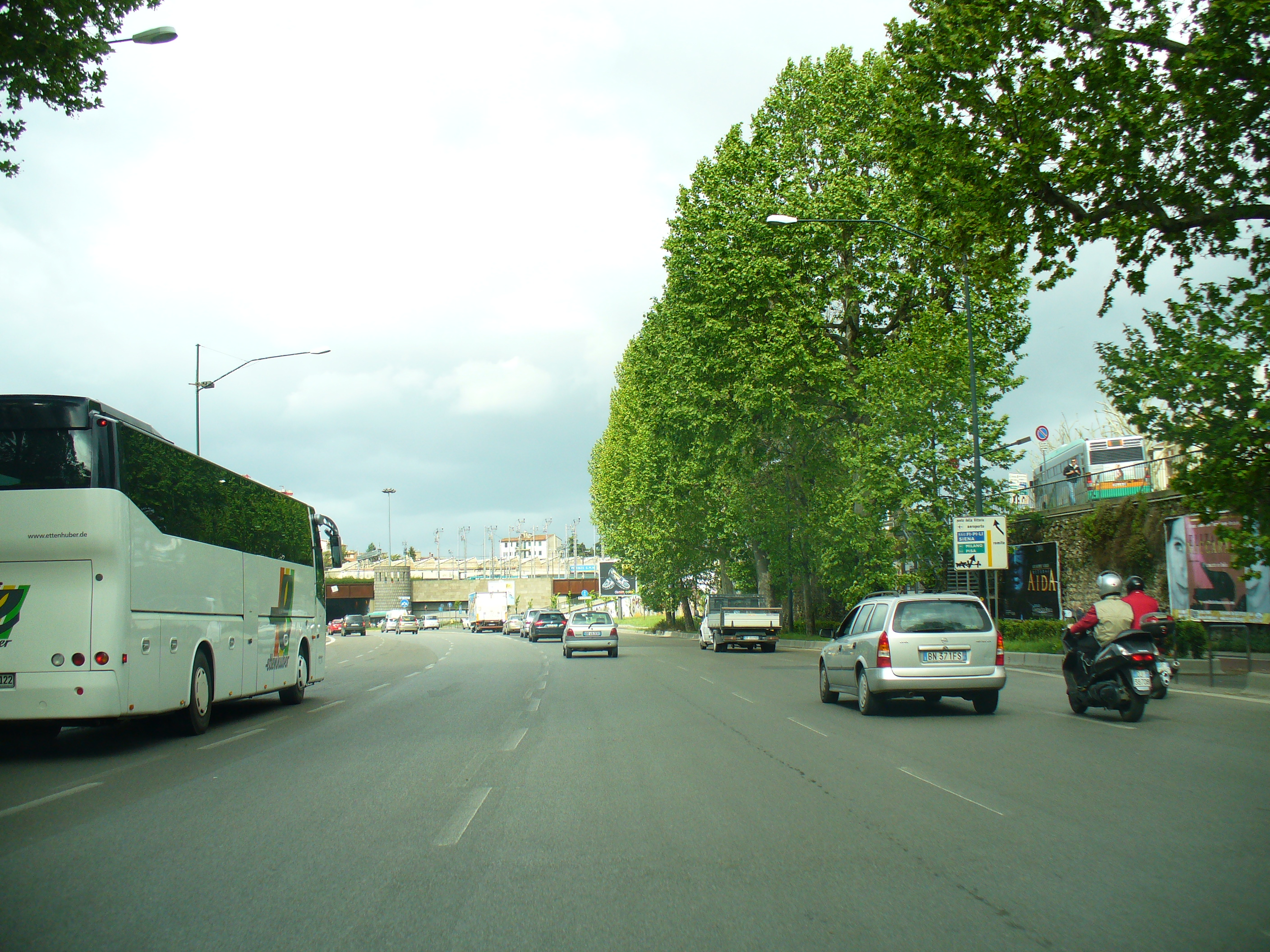
siguiendo por el Viale Strozzi se pasa al lado de la Fortezza da Basso
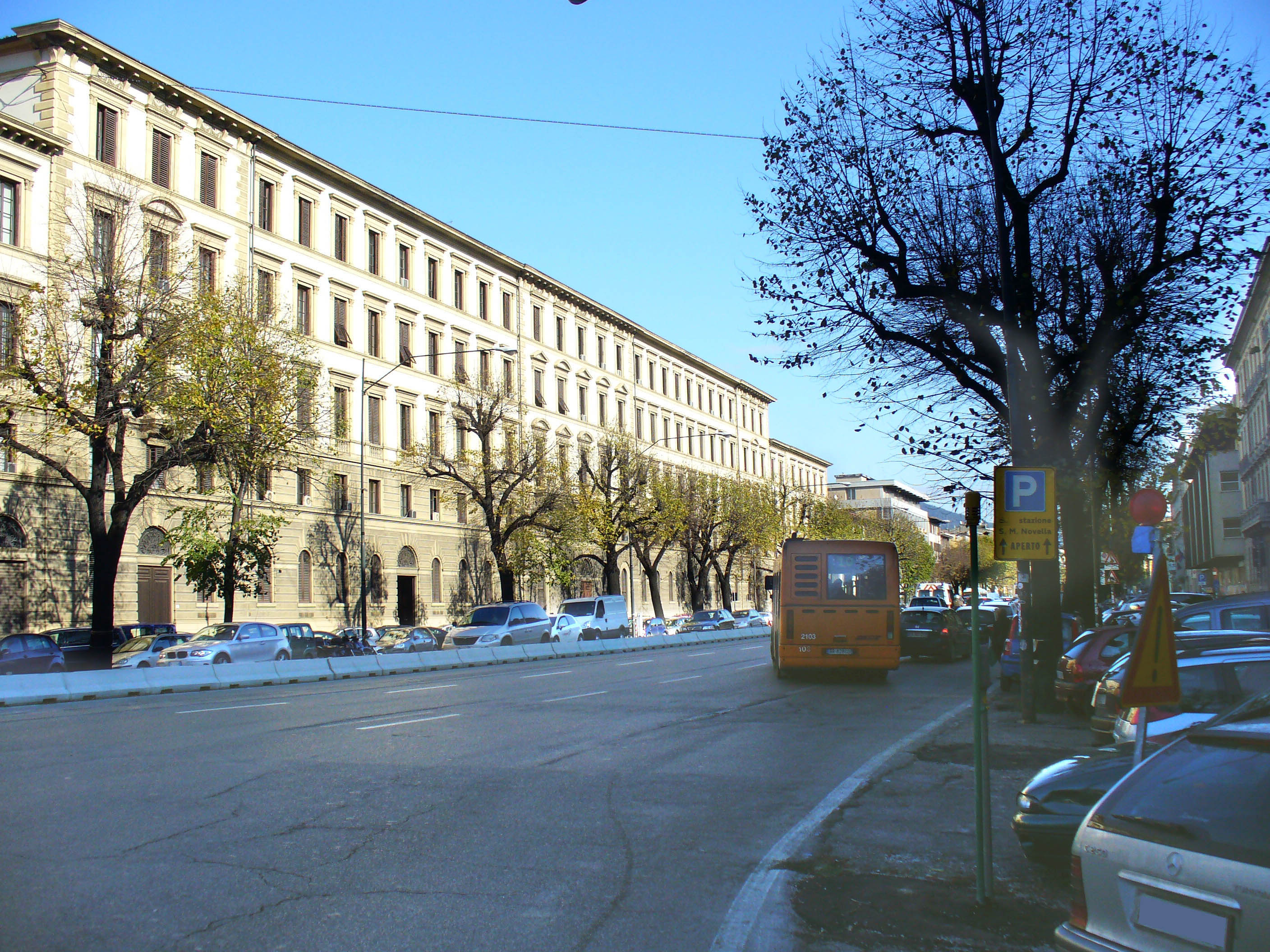
mientras que girando a la derecha se toma el Viale Spartaco Lavagnini
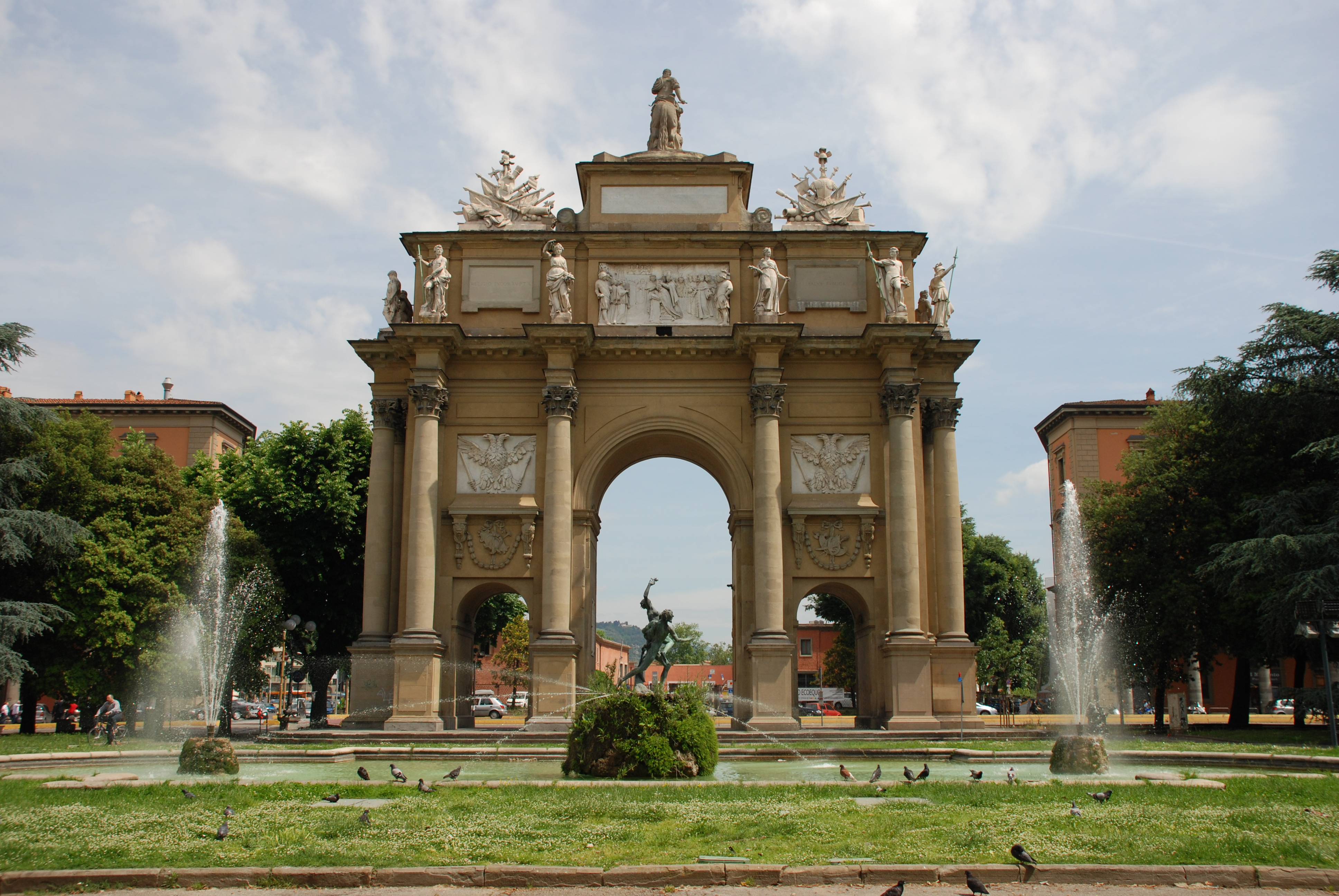
por el Viale Lavagnini se llega a la Piazza della Libertà
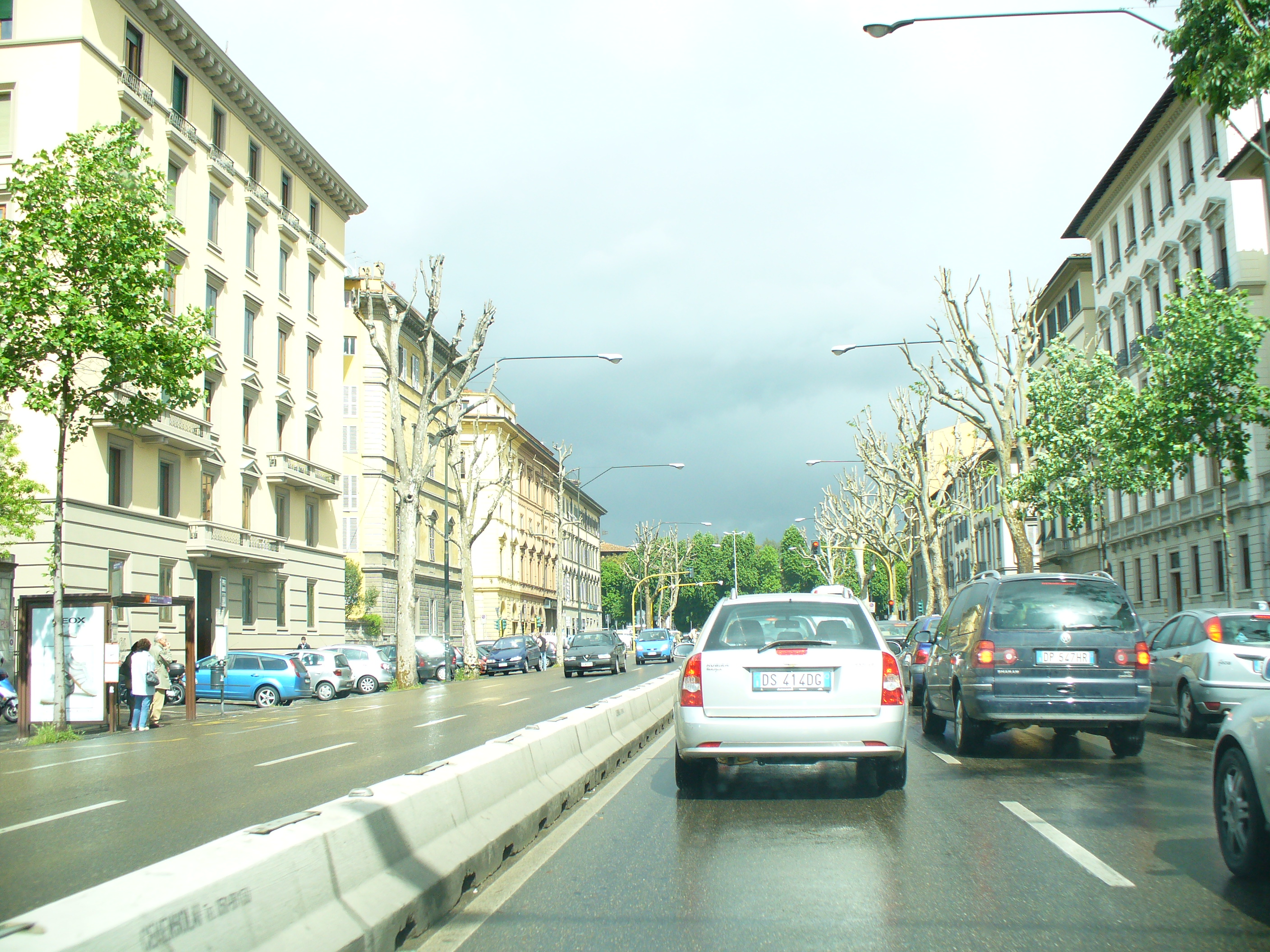
manteniéndose a la derecha entramos en el Viale Giacomo Matteotti
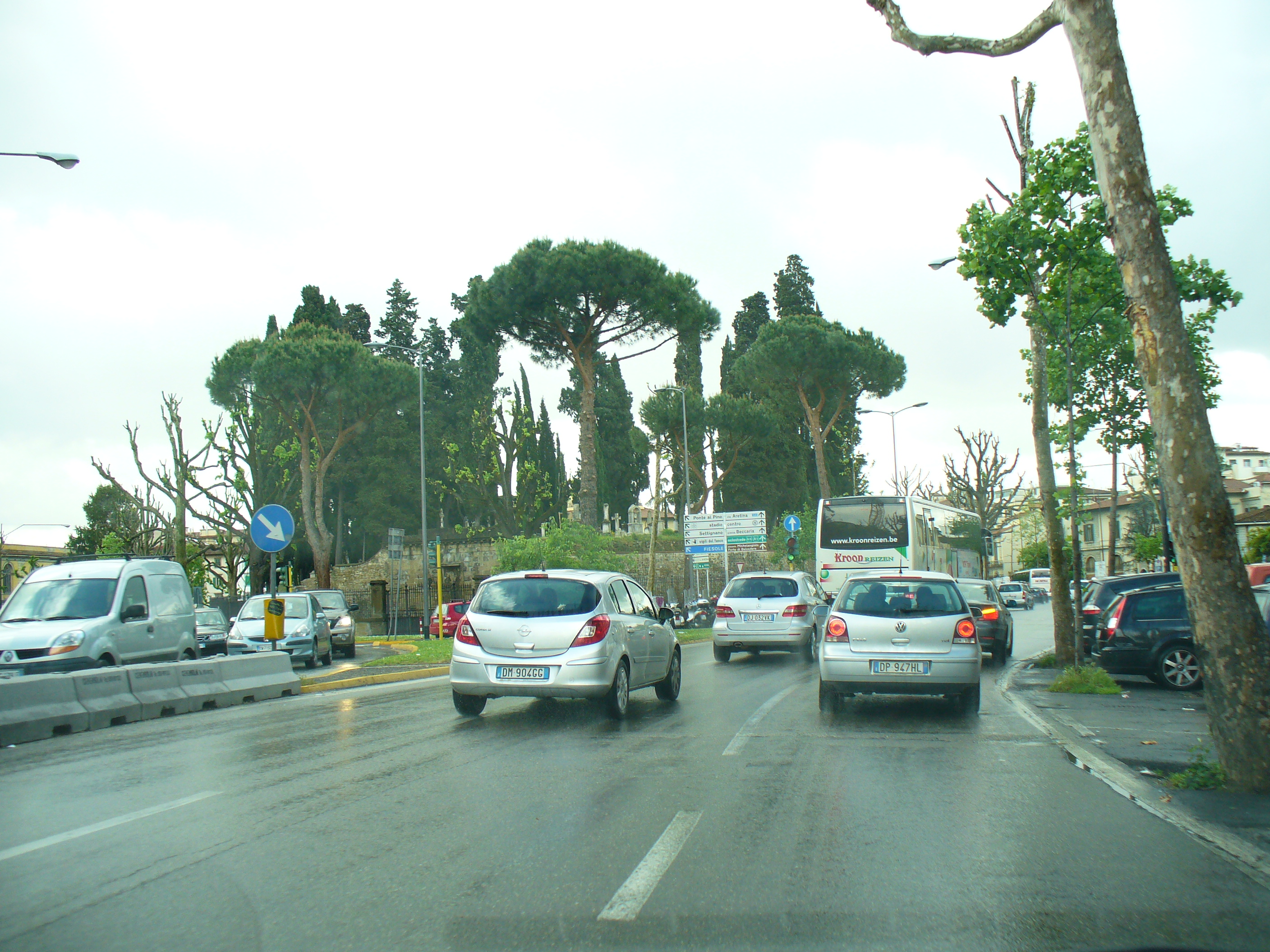
que conduce al Piazzale Donatello
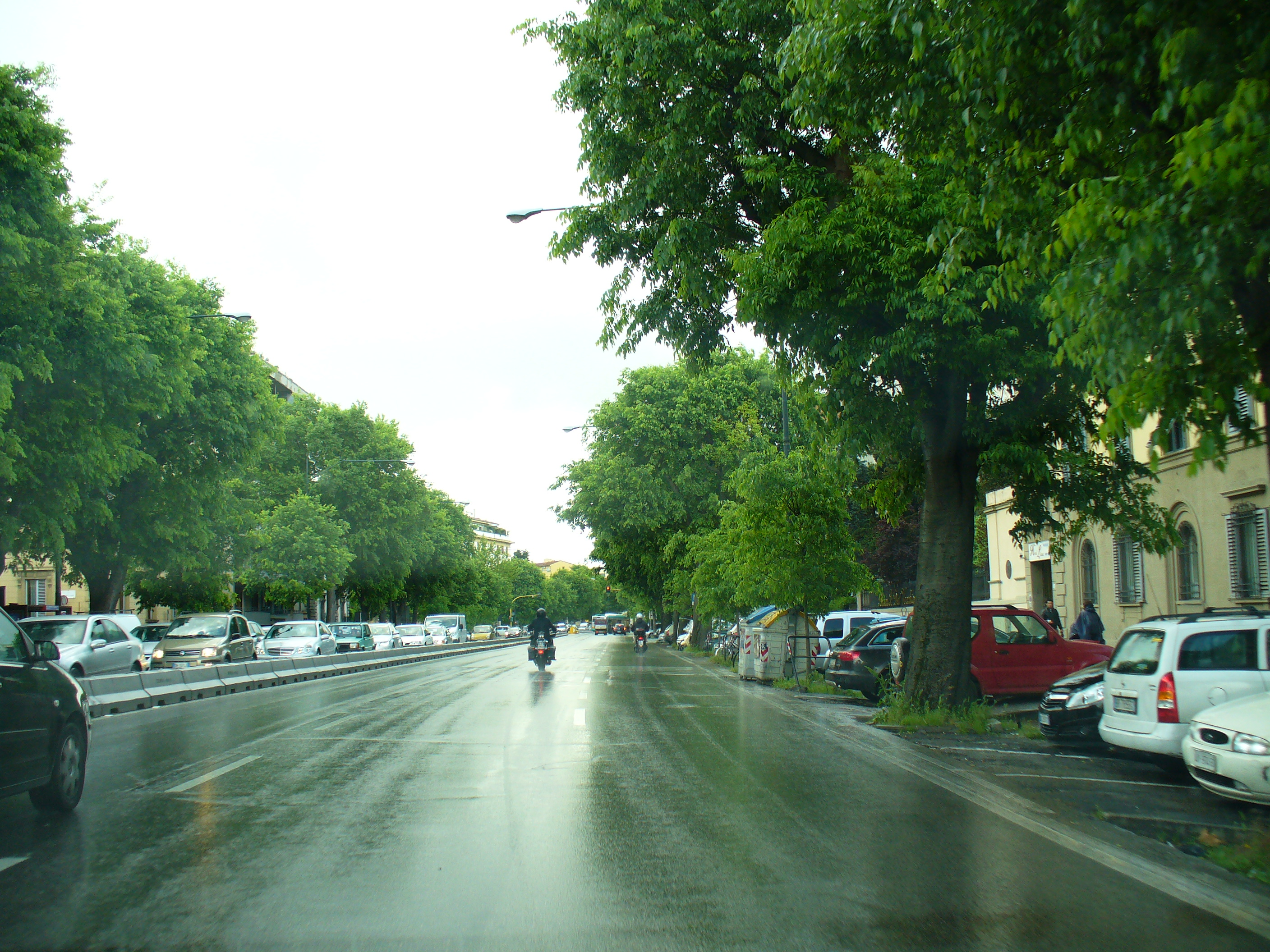
para llegar al Viale Antonio Gramsci
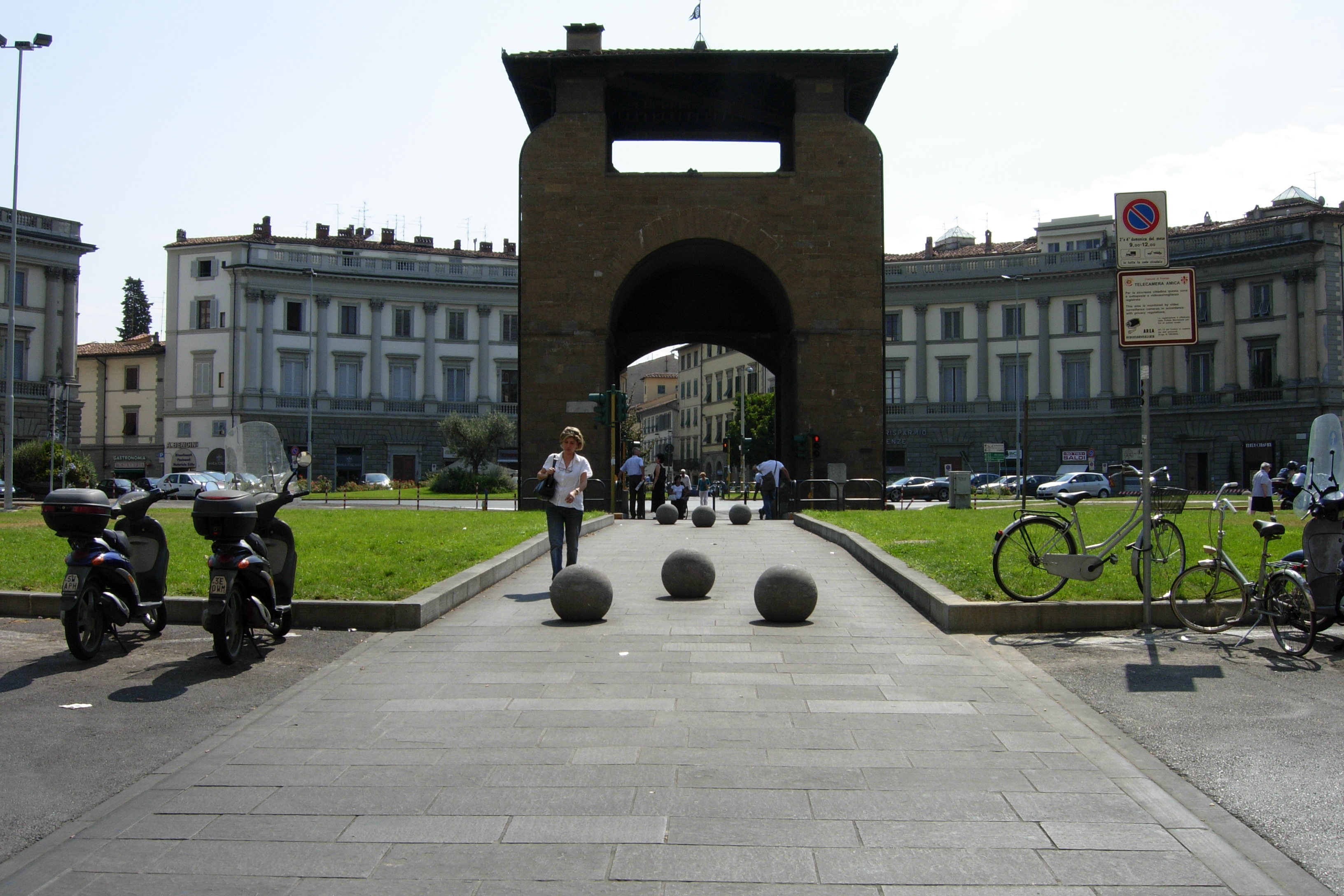
hasta desembocar en la Piazza Beccaria
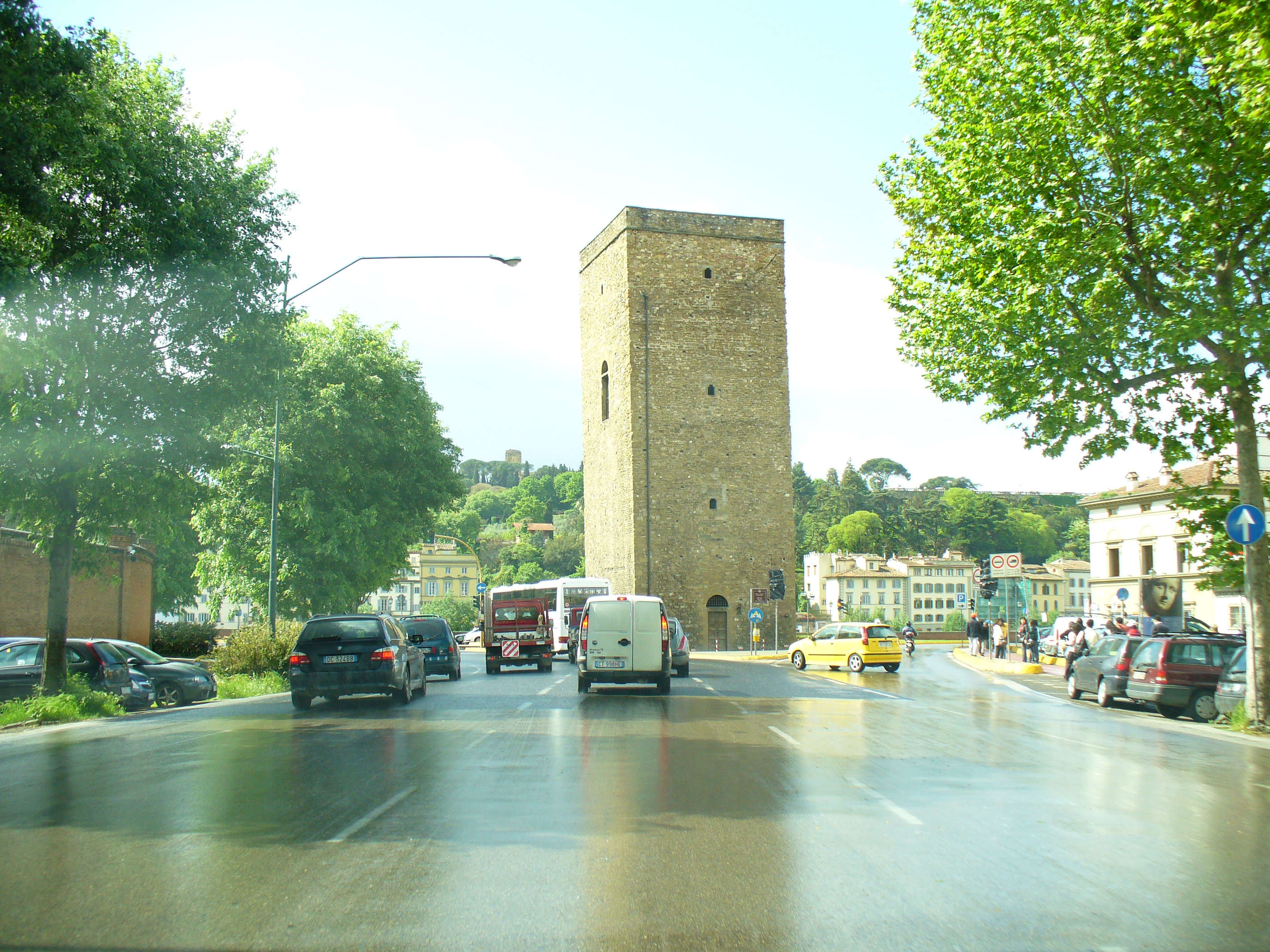
siguiendo rectos se llega al Viale Giovine Italia que pasa junto al archivio di Stato
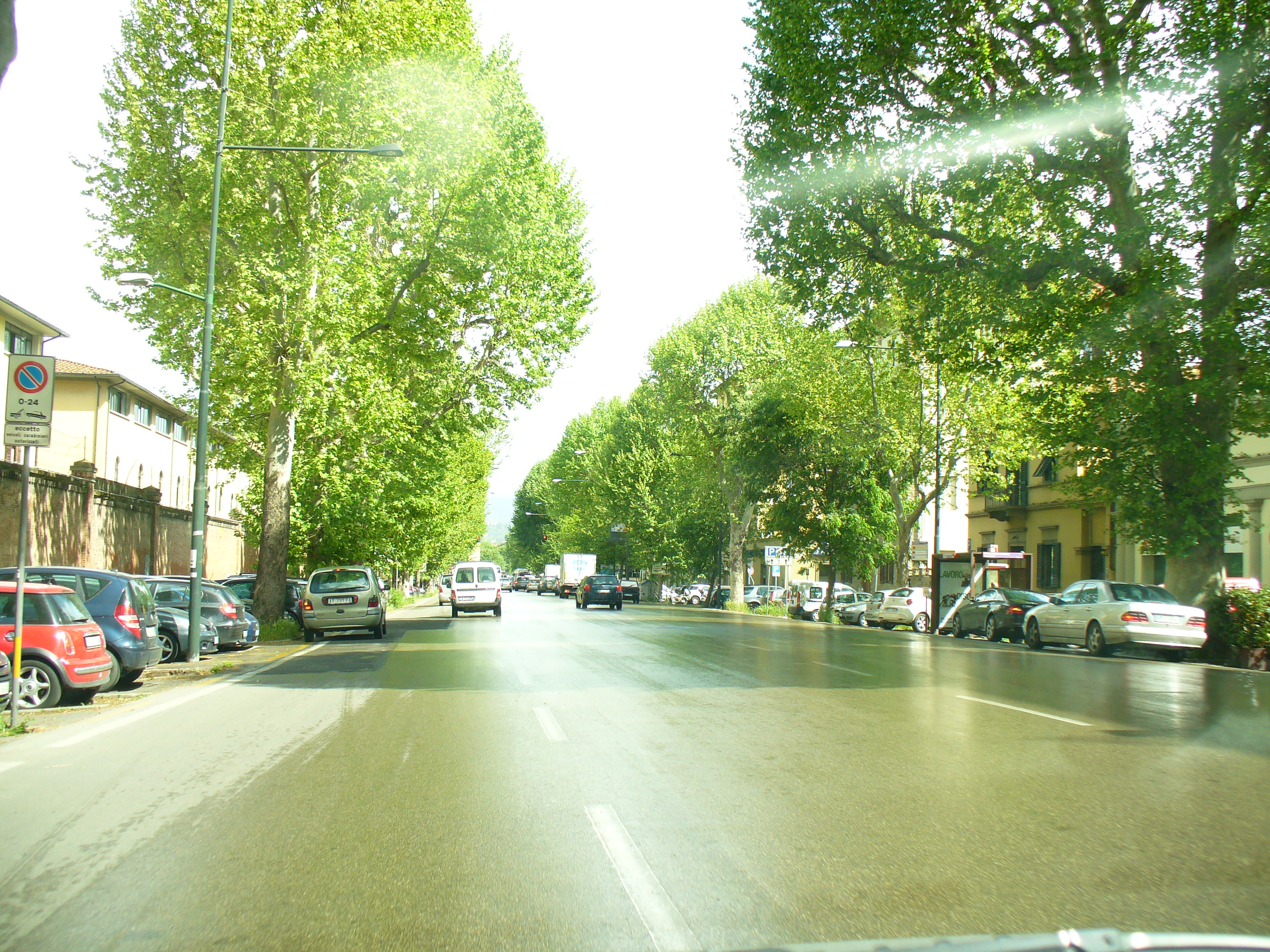
a la izquierda está el Viale Giovanni Amendola, que permite volver a la Piazza Beccaria y por tanto volver a hacer el recorrido en sentido opuesto.